# Вокально-инструментальный ансамбль «Рица»
Вокально-инструментальный ансамбль «Рица» — музыкальный коллектив Гудауты, Абхазии. Основан в 1972 году Константином Ченгелия.

## История
1958 году Зоей Аншба (тогда уже Заслуженной артисткой) в Гудаутском парке культуры и отдыха был создан ансамбль народных инструментов, в котором пели Лидия Шакирбай, Любовь Тарба, Эмма Возба, Владимир Саная.
На основе этого коллектива в 1972 году композитором Константином Ченгелия был образован ВИА «Рица» при Гудаутском районном Доме культуры.
Ещё в 1970 году Константин Ченгелия собрав ансамбль исполнителей на народных инструментах, в течение двух месяцев подготовить программу, с которой ансамбль поехал на фестиваль в Москву «Наш адрес — Советский Союз».
Создателем и идейным вдохновителем ансамбля «Рицу» считается композитор Константин Ченгелия.
В период 1991—1993 годы временно не работал, в связи с военной ситуацией.
Базируется в Гудаутском районного Доме культуры

## Репертуар
В советский период Репертуар подбирался из творчества классических и профессиональных абхазских композиторов. Среди них Нодар Кварчия, Константин Ченгелия, Отар Хунцария, сама Роза Чамагуа и другие. Фольклор в этом случае появляется вдохновение, но не самостоятельной художественной формой.
На сегодняшний день ансамбль исполняет абхазские народные песни в первозданном виде, без обработки (например, «Песня Бога», «Свадебная»).

## Исполнители
Солисты — народного артиста Анатолия Хагба, заслуженных артистов Абхазии Владимира Саная, Леонтия Гумба, Нору Чамагуа, Нателлу Бигвава, Леонида Кварацхелия, Эсма Гунба и многих других исполнителей народной песни.
В ансамбле танцевал мастер по изготовлению народных инструментов: Василий Арухаа

## Руководители
Иван Шамба,
Л. Кецба,
А. Малия.
Леонтий Гумба

## Гастроли
С успехом гастролировал он во многих больших и маленьких городах СССР, в Германии, Польше, Болгарии, Бельгии, США, Канаде.
В последние несколько лет активная концертная деятельность немного снизилась, хотя ни одно значимое событие в Гудаутском районе, не обходится без ансамбля «Рица».
Традиционно принимает участие в Республиканских фестивалях фольклорных вокальных ансамблей Абхазии «Раида»

## Дискография
Ерцаху, абхазский народный вокально-инструментальный ансамбль. «Рица», абхазский народный вокально-инструментальный ансамбль [Звукозапись] : [концерт] / худож. рук.: В. Ашуба, К. Ченгелия. — Москва : Мелодия, 1985 (Тбилиси : Тбил. студия грамзаписи, 1984). — 1 грп. [ГОСТ 5289-80] : 33 об/мин, стерео; 30 см, в конв. На конв. коммент. В. Ашбы MZ Гр Б / 6140

## Видеоматериалы
Ансамбль «Рица»